# Шахрайка
Шахрайка, Паліївщина — річка в Україні, у Фастівському районі Київської області, права притока Унави (басейн Дніпра).

## Опис
Довжина річки 13 км, похил річки — 2,7 м/км. Формується з багатьох безіменних струмків.  Площа басейну 54,4км².

## Розташування
Бере початок на північному сході від Клехівки. Тече переважно на північний захід і у селі Мала Снітинка впадає у річку Унаву, праву притоку Ірпеня.
Населені пункти вздовж берегової смуги: Клехівка, Фастівець, Велика Снітинка.